# Trent Hunter
Trent Hunter (* 5. Juli 1980 in Red Deer, Alberta) ist ein ehemaliger kanadischer Eishockeyspieler, der im Verlauf seiner aktiven Karriere zwischen 1997 und 2012 unter anderem 511 Spiele für die New York Islanders und Los Angeles Kings in der National Hockey League auf der Position des rechten Flügelstürmers bestritten hat. Im Jahr 2004 war Hunter Mitglied des NHL All-Rookie Team.

## Karriere
Trent Hunter begann seine Karriere als Eishockeyspieler bei den Prince George Cougars, für die er von 1997 bis 2000 in der Western Hockey League aktiv war. In dieser Zeit wurde er während des NHL Entry Draft 1998 in der sechsten Runde als insgesamt 150. Spieler von den Mighty Ducks of Anaheim ausgewählt, für die er allerdings nie spielte, da Anaheim den Angreifer im März 2000 zu den New York Islanders transferierte. In der Saison 2000/01 stand Hunter zunächst ausschließlich für deren Farmteam, die Springfield Falcons aus der American Hockey League, auf dem Eis, ehe er in den Stanley-Cup-Playoffs der Saison 2001/02 sein Debüt für die Islanders in der National Hockey League gab.
Während des Lockouts in der NHL-Saison 2004/05 war Hunter für den damaligen schwedischen Zweitligisten IK Nyköping aktiv. Am 28. Juli 2011 wurde er im Austausch für Brian Rolston zu den New Jersey Devils transferiert. Diese setzten ihn wenige Tage später gemeinsam mit Colin White auf die Waiverliste und bezahlten im August 2011 seinen Vertrag aus. Dadurch wurde Hunter als Unrestricted Free Agent verfügbar. Im September 2011 nahm Hunter am Trainingslager der Los Angeles Kings teil, bei denen er Ende September 2011 einen Kontrakt für die Saison 2011/12 erhielt. Anschließend beendete er im Sommer 2012 im Alter von 32 Jahren seine aktive Karriere.

## Erfolge und Auszeichnungen
| - 2000 WHL West First All-Star Team - 2000 CHL Third All-Star Team - 2000 Brad Hornung Trophy - 2003 Teilnahme am AHL All-Star Classic | - 2003 NHL-Rookie des Monats Dezember - 2004 Teilnahme am NHL YoungStars Game - 2004 NHL All-Rookie Team |

## Karrierestatistik
(Legende zur Spielerstatistik: Sp oder GP = absolvierte Spiele; T oder G = erzielte Tore; V oder A = erzielte Assists; Pkt oder Pts = erzielte Scorerpunkte; SM oder PIM = erhaltene Strafminuten; +/− = Plus/Minus-Bilanz; PP = erzielte Überzahltore; SH = erzielte Unterzahltore; GW = erzielte Siegtore; 1 Play-downs/Relegation; Kursiv: Statistik nicht vollständig)